# 内华达州行政区划
内华达州一共有16个县和一个獨立市。1861年11月25日，首届内华州领地议会建立了9个县。1864年内华达加入联邦成为一个州时一共有11个县。1969年，奥姆斯比县和卡森城合并成为一个单一的市政府，即之后的卡森城。
下表在每一个县的名称后面列出其联邦资料处理标准代码（简称FIPS代码），该代码是联邦政府用来区分各州和各县的唯一识别码。内华达州的FIPS代码是32，结合某一个县的代码则为“32XXX”，所有的FIPS代码将链接至该县最近的一次人口普查数据。根据2010年美国人口普查，全州一共约有270万人。

## 县份和独立市列表
| 县名         | FIPS代码 | 县城         | 成立时间 | 起源                           | 辞源                                                               | 人口      | 面积          | 地图                         |
| ------------ | -------- | ------------ | -------- | ------------------------------ | ------------------------------------------------------------------ | --------- | ------------- | ---------------------------- |
| 卡森城       | 510      | （独立市）   | 1969     | 1858年、1969年与奥姆斯比县合并 | 同名河流，该河以北美印第安战争军人基特·卡森命名                    | 55,274    | 373平方公里   | 標示出卡森城位置的地圖       |
| 丘吉尔县     | 001      | 法伦         | 1861     | 最初建立的9县之一              | 美墨战争美军将领西尔维斯特·丘吉尔                                  | 24,877    | 12766平方公里 | 標示出丘吉尔县位置的地圖     |
| 克拉克县     | 003      | 拉斯维加斯   | 1908     | 林肯县                         | 将铁路带来此地的前蒙大拿州联邦参议员威廉·A·克拉克                  | 1,951,296 | 20489平方公里 | 標示出克拉克县位置的地圖     |
| 道格拉斯县   | 005      | 明登         | 1861     | 最初建立的9县之一              | 前伊利诺伊州联邦参议员史蒂芬·阿諾·道格拉斯                         | 46,997    | 1839平方公里  | 標示出道格拉斯县位置的地圖   |
| 埃尔科县     | 007      | 埃尔科       | 1869     | 兰德县                         | 美洲原住民肖松尼人语“白人女人”，肖松尼人在当地首次见到白人女性     | 48,818    | 44501平方公里 | 標示出埃尔科县位置的地圖     |
| 埃斯梅拉达县 | 009      | 戈尔德菲尔德 | 1861     | 最初建立的9县之一              | 西班牙语祖母绿之意，原有传说内华达地下埋藏有大量的祖母绿           | 783       | 9295平方公里  | 標示出埃斯梅拉达县位置的地圖 |
| 尤里卡县     | 011      | 尤里卡       | 1873     | 兰德县                         | 希腊语意“我找到了！”来自于在当地附近地区发掘的银矿                 | 1,987     | 10816平方公里 | 標示出尤里卡县位置的地圖     |
| 洪堡县       | 013      | 温尼马卡     | 1861     | 最初建立的9县之一              | 同名河流（以德国自然学家、探险家亚历山大·冯·洪堡命名）             | 16,528    | 24988平方公里 | 標示出洪堡县位置的地圖       |
| 兰德县       | 015      | 巴特尔芒廷   | 1861     | 最初建立的9县之一              | 美国内战将军弗雷德里克·W·兰德，也是这一地区的开发者                | 5,775     | 14229平方公里 | 標示出兰德县位置的地圖       |
| 林肯县       | 017      | 皮奥奇       | 1866     | 奈县和从亚利桑那分割的领地     | 第16届美国总统亚伯拉罕·林肯                                        | 5,345     | 27545平方公里 | 標示出林肯县位置的地圖       |
| 莱昂县       | 019      | 耶灵顿       | 1861     | 最初建立的9县之一              | 美国内战南方军队首位战死的将军内森尼尔·莱昂                        | 51,980    | 5164平方公里  | 標示出莱昂县位置的地圖       |
| 米纳勒尔县   | 021      | 霍索恩       | 1911     | 埃斯梅拉达县                   | 当地富含矿物                                                       | 4,772     | 9731平方公里  | 標示出米纳勒尔县位置的地圖   |
| 奈县         | 023      | 托诺帕       | 1864     | 埃斯梅拉达县                   | 内华达领地总督，内华达州联邦参议员詹姆斯·W·奈                      | 43,946    | 47001平方公里 | 標示出奈县位置的地圖         |
| 潘兴县       | 027      | 拉夫洛克     | 1919     | 洪堡县                         | 一战将军约翰·潘兴                                                  | 6,753     | 15563平方公里 | 標示出潘兴县位置的地圖       |
| 斯托里县     | 029      | 弗吉尼亚城   | 1861     | 最初建立的9县之一              | 1860年在与美洲原住民部落的一场战斗中被杀的爱德华·法瑞斯·斯托里上尉 | 4,010     | 684平方公里   | 標示出斯托里县位置的地圖     |
| 沃肖县       | 031      | 里诺         | 1861     | 最初建立的9县之一              | 同名美洲原住民部落                                                 | 421,407   | 16426平方公里 | 標示出沃肖县位置的地圖       |
| 怀特派恩县   | 033      | 伊利         | 1869     | 兰德县                         | 原文“White Pine”有白松之意，指的是当地生长的大量松树               | 10,030    | 22991平方公里 | 標示出怀特派恩县位置的地圖   |

## 已废除的县
- 牛蛙县：1987年成立，领土原属奈县，后于1989年因不符合州宪法而废除[1]。
- 萊克郡：1861年最初建立的9县之一，1862年更名为盧普郡（英语：Roop County, Nevada），其中一部分于1864年成为加利福尼亚州的拉森县，剩下的在1883年与瓦肖县合并[1]。
- 奥姆斯比县：1861年最初建立的9县之一，1969年与卡森城合并成新的独立市，并且是州府所在[1]。